# Alectis alexandrinus
Alectis alexandrinus és un peix teleosti de la família dels caràngids i de l'ordre dels perciformes.

## Morfologia
Pot arribar als 100 cm de llargària total i als 3.170 g de pes.

## Distribució geogràfica
Es troba a les costes de l'Atlàntic oriental (des del Marroc fins a Angola) i del sud de la mar Mediterrània.